# Jacob Banks
Jacob Banks, född 1662, död 1724, var en brittisk marinofficer med svenskt ursprung.
Banks, som var köpmansson från Stockholm, gick 1680 i engelsk örlogstjänst, där han avancerade till kapten. År 1696 gifte han sig med Mary Tregonwell, tillhörande en förmögen, jakobitiskt sinnad släkt, med vilken Banks så småningom blev helt assimilerad. Han insattes i underhuset och gjorde sig där till tolk för utpräglade toryåsikter om kungadömets gudomliga rättigheter, vilket ledde till att en whigskribent, William Benson, tog sig anledning att ge ut en broschyr: A letter to Sir J---B---- (1711), vilken angrep Banks uttalanden och exemplifierade absolutismens förbannelser genom en hätsk skildring av det svenska enväldets historia. Skriften väckte stor uppmärksamhet och utkom i 11 upplagor, men förbjöds i Sverige. Efter Banks död utspann sig en process om det omfattande arv han lämnade efter sig. Processen fortgick genom nästan hela 1700-talet och åtskilliga svenskar var inblandade.